# Понсон дю Террайль, Пьер Алексис
Пьер Алекси́с Жозеф Фердинанд, виконт Понсо́н дю Терра́йль, также его двойная фамилия произносится как Понсон дю Террай (фр. Pierre Alexis Joseph Ferdinand, vicomte de Ponson du Terrail, 8 июля 1829, Монмор, Верхние Альпы — 10 января 1871, Бордо) — популярный французский писатель-романист, писавший преимущественно на авантюрные сюжеты; мастер жанра роман-фельетон (роман в выпусках, роман с продолжением, серийный роман); создатель персонажа-авантюриста Рокамболя, популярность которого с 1859 года отразилась появлением во французском языке словом rocambolesque — «невероятно-удивительный» или «в стиле Рокамболя».

## Биография

### Рождение, семья, юность
Родился в фамильном замке Террайль (фр. Le Chateau du Terrail) возле Монмора. Его родителями были: бывший лейтенант легкоконной кавалерии королевской гвардии, кавалер Почетного легиона, получивший дворянский титул, Фердинанд Мари де Понсон (1782-1853) и Мария Сюзанна Бенедикта Тоскан дю Террайль (1797-1877). Воспитанием будущего писателя также занимались родители матери, бабушка Анна Элизабет Евфрозина Лаплан (1771-1864) и дедушка Пьер Тоскан дю Террайль (1760-1840), бывший подполковник, офицер королевского двора, солдат Республики и Империи, кавалер Почетного легиона. Молодой Пьер Алексис искренне преклонялся перед дедом, твёрдо убежденным, что должен служить Франции независимо от того, под каким флагом она сражается. У него еще были младшие сестра и брат, Гортензия Тереза Элиза де Понсон (1833-1918) и Александр Пьер Анри Дезире де Понсон (1836-1887). Сестра во время жизни писателя в Париже, с 1853 по 1860 год, работала у него экономкой и секретарем. В 1860 году Понсон дю Террайль женился на Луизе Люсиль Жарри (1833-1908).
Начальное образование Пьер-Алексис получал в колледже Апта. Далее обучался военному делу в Марсельском Королевском коллеже (фр. Collège du Roy d’Espagne). Не сдав экзамены в Военно-морскую академию, куда Пьер-Алексис хотел поступить, следуя примеру отца и деда, он присоединился к своей семье в Гренобле, где активно писал и публиковал свои произведения.
В 1847 году Понсон дю Террайль приехал в Париж, без средств к существованию, так как решился на это вопреки воле родителей. В июне 1848 года Понсон дю Террайль поступил на службу в мобильную Национальную гвардию, в звании капитана. Но в декабре, после провозглашения Второй Французской Республики, был демобилизован и вернулся в Париж.

### Творчество
Во время обучения в Королевском коллеже в Марселе будущий популярный беллетрист написал и опубликовал в местных газетах свои первые опусы под псевдонимом Жорж Брук (Georges Bruck).
В 1848—1849 годах работал у Александра Дюма. Считается, что он написал для Дюма полтора десятка романов.
Сочинительством занимался с двадцати лет. Начинал в жанре готического («Покойная баронесса», 1852) и исторического («Молодость Генриха IV», 1859—1864) романов. Популярным автором стал после публикации в 1853 году романа «За кулисами мира» (Les Coulisses du monde).
Считается, что в подражание "Парижским тайнам" Эжена Сю (1804—1857) принялся в 1857 году за приключенческий роман о преступниках Парижа, так появились начальные эпизоды романа-эпопеи «Драмы Парижа» (фр. Les Drames de Paris). Позже, в новых публикациях, когда на сцену вышел новый главный персонаж Рокамболь, роман получил название «Похождения Рокамболя, или Драмы Парижа» (фр. Les Exploits de Rocambole ou Les Drames de Paris).
Отличался быстротой писания, в течение 20 лет опубликовал около 200 произведений. Многие из них переведены на русский язык. Число действующих лиц в каждом романе Понсон дю Террайля составляет обычно несколько десятков, и встречаются хронологические промахи: некоторые убитые или умершие в дальнейшем оказываются живыми. Но успех у современников был огромным: вся парижская пресса печатала его романы. 
Опубликованные на русском языке истории о первом супергерое Рокамболе, переведенные более ста лет назад, зачастую искажены и сокращены, при этом электронные версии имеют ещё и погрешности оцифровки. Более того, последний сборник «Возвращение Рокамболя», дописанный другим литератором по черновым записям Понсона дю Террайля, оставленным в 1870 году, на русском языке не был опубликован и в цифровых копиях тоже отсутствует.

### Франко-прусская война
В 1870 году Франко-прусская война дошла до фамильного замка Понсон дю Террайля. Оккупанты сожгли замок и писатель бежал в Орлеан, где вместе с друзьями и отрядом вольных стрелков сражался против прусской военщины. Силы были неравными и вскоре ему пришлось перебраться в Бордо, где 10 января 1871 года, на 42-м году жизни, он умер от естественных причин. Похоронен на парижском кладбище Монмартр.

## Произведения

### Основные направления творчества
Пьер Алексис де Понсон дю Террайль, по признанию благодарных читателей, является одним из четырёх величайших романистов XIX века, а также одним из самых продуктивных. Вместе с Александром Дюма, Полем Февалем и Эженом Сю он входит в квартет, который придал роману с продолжением благородство. Он писал много, быстро и отказывался перечитывать и исправлять написанное, и говорил: "Не всегда удобно и легко быть писателем, особенно когда имеешь несчастье заблудиться в дьявольской истории, где персонажи роятся и требуют, чтобы мы позаботились о них". Он обладал искусством разжигать интерес читателей через свою пунктуацию, манеру сокращать предложения, играя на пропусках и недосказанном, в нескольких строках создавая атмосферу, портрет и обстановку. Для него было важно движение сюжета, а не описание или отражение. Его умение держать читателя в напряжении на протяжении нескольких десятков глав и эпизодов, смешивая приключения, фантастику, ужасы или даже комедию, делает его одним из двух-трех самых известных писателей Франции времен Второй империи. Сам он объяснял в "La Petite Presse": "Если я что-то и заимствую у реальности, но не формирую ее". Он не создавал рамок для своих рассказов, а часто импровизировал: "Заранее составленные планы подобны плохо написанным книгам. Приходится рассчитывать на неожиданности, именно они рождают хорошие идеи".
По подсчетами исследователей, Понсон дю Террайль за 20 лет творчества написал 80 романов, 46 сказок, 10 документальных историй и исторических хроник. Большая часть его произведений является вымыслом: невероятные приключения, авантюры, криминальные интриги с захватом наследства или состояний. Большинство его сочинений можно разделить на четыре основных направления:
1. Исторические романы, фактически приключения с действием в прошлом и без привязки к политической и социальной структуре, где история играет преобладающую роль, как, например, у Вальтера Скотта. Наиболее важными являются периоды Религиозных войн: «Эшольеры Парижа», «Ночные всадники», «Сироты ночи Святого Варфоломея», и время Генриха IV, отраженное в цикле «Молодость короля Генриха» и его продолжении «Вторая молодость короля Генриха». Из повествования порой исключены все противоречия: например, в «Красных масках» лишь мельком показаны Робеспьер и Дантон. Личные подвиги главных героев важнее их политических действий. Вездесуща тема беззакония, например, в «Кузнец из Кур-Дьё» рассказано о некоем сообществе, которое спасает своих клиентов от эшафота за определённую сумму.
2. Реалистические или деревенские романы, зачастую написанные между 1865 и 1869 годами, действие которых происходит в регионах Солонь и Орлеан, где писатель ранее жил. Он осветил наиболее живописные аспекты этих регионов и стремился быть реалистом, изображал людей, похожих на его соседей, писал пейзажи и описывал различные аспекты крестьянской жизни (их одежду, еду и обычаи). Он провел политический анализ этого мира, подчеркнул важность образования, позволяющего вытащить людей из нищеты. Среди них три повести в книге «Моя деревня», а также «Тайна доктора Русселя», «Тайны дерева», «Мэтр Россиньоль, вольнодумец».
3. Фантастические романы и сказки, где есть неопределенность между реальным и сюрреалистическим, с бесконечными вариациями, например, вампиры, привидения (в «Привидение», «Бессмертная женщина», «Гостиница на улице Анфан-Руж», «Черная месса»), что-то сверхъестественное, которое часто оказывается иллюзией или пародией, как в «Замок Дьявола», «Покойная баронесса», так и в современных ему «Щёголи», «Ночи в Золотом доме», «Ночи в квартале Бреда», «Не везет», «Сыновья Иуды» и другие.
4. Цикл историй о Рокамболе, который принес ему известность, богатство и бессмертие. В этом цикле писатель рассказал о преступных сообществах, убийствах и кражах, мести и шантаже, похищениях и подменах людей, узурпации наследства, дуэлях, политических интригах, двойной жизни, отравлениях и таинственных лекарствах, вызывающих или симулирующих безумие, страшных наказаниях, невероятных побегах из тюрем. Здесь показана несчастная и ослепительная любовь, героизм, двойники, магнетизёры, призраки, роковые женщины и соблазнители, каторжники, невиновные, как бродяги становятся миллионерами, а преступники заканчивают свою карьеру в запахе святости. Здесь все мотивы и темы, атмосфера и моральные проблемы, наконец, та экстравагантность, которой нуар-роман и романтизм давали право на литературное гражданство.
Кроме того, Понсон дю Террайль издавал иллюстрированный журнал «За кулисами мира» (фр. Les Coulisses du monde). Всего вышло 182 выпуска, с 25 июля 1861 г. по 12 января 1865 г. Начинался журнал с бесед из-за кулис мира, за которыми следовали истории о Рокамболе и другие книги автора. Выходил еженедельно по четвергам. Был основан и сначала руководим самим Понсоном дю Террайлем, который публиковал в нем свои художественные произведения и беседы, в которых были также воспоминания, анекдоты и комментарии о жизни своего времени. После января 1863 года Понсон дю Террайль передал управление журналом своим издателям, Charlieu & Huillery, и журнал открылся для других авторов, таких как Поль Феваль, Ксавье де Монтепен, Эжен Сю, Артюр Понруа, Жюль де Сен-Феликс, Проспер Виалон, добавились беседы о театре.

### Сага о Рокамболе
«Похождения Рокамболя, или Драмы Парижа» (фр. Les Exploits de Rocambole ou les Drames de Paris; 1857—1859) :
- 1-й эпизод: «Таинственное наследство» (фр. L'Héritage mystérieux; 1-я публ. в "La Patrie", 21 июля 1857), с прологом, в двух частях:
  - Пролог: «Два брата» (фр. Les Deux frères),
  - 1-я часть: «Таинственное наследство» (фр. L’Héritage mystérieux),
  - 2-я часть: «Мадемуазель Баккара и сестра Луиза» (фр. Mademoiselle Baccarat et sœur Louise).
- 2-й эпизод: «Клуб червонных валетов» (фр. Le Club des Valets-de-cœur; 1858) содержит 116 глав и эпилог.
  - «Клуб Червонных валетов» (фр. Le Club des Valets de cœur),
  - «Грешница Бирюза» (фр. Turquoise la Pécheresse).
- 3-й эпизод: «Похождения Рокамболя» (фр. Les Exploits de Rocambole; 1858—1859):
  - «Похождения Рокамболя» (фр. Les Exploits de Rocambole),
  - «Рукопись Консепсьон» (фр. Manuscript de Conception).
- 4-й эпизод: «Реванш Баккара» (фр. La Revanche de Baccarat; 1859) включает:
  - 1-я часть: «Девушка из Испании» (фр. Une fille d’Espagne),
  - 2-я часть: «Смерть дикаря» (фр. La Mort du sauvage),
  - Эпилог: «Реванш Баккара» (фр. La Revanche de Baccarat).
- 5-й эпизод: «Рыцари Лунного Света» (фр. Les Chevaliers du Clair de Lune; 1861—1862) включает:
  - «Рукопись Домино» (фр. Le Manuscrit du Domino),
  - «Последнее воплощение Рокамболя» (фр. La Dernière Incarnation de Rocambole),
  - «Завещание Грайна де Сель» (фр. Le Testament de Grain de Sel),
  - «Замок Бель-Омбр» (фр. Le Château de Belle-Ombre).

```
Краткий сюжет: Четверо мужчин, Гонтран де Нойбург, лорд Блэкстоун де Галви, Артур де Шеневьер и Альбер де Верн, решают объединить свои силы под именем «Рыцарей Лунного Света» в масках, и становятся поборниками справедливости. Они борятся с несправедливостью и коррупцией, помогают загадочной молодой женщине, известной как Домино, у которой после убийства родителей отнял наследство злой Амбруаз де Мортефонтен. В этой истории появляются ещё два персонажа: капитан Шарль де Кердрел по прозвищу Грайн де Сель и куртизанка Сапфир. Раскаявшиийся Рокамболь возвращается из тюрьмы, чтобы помочь торжеству добра и становится загадочным лидером этого союза аристократов. Но, даже в служении добру, он все равно не гнушается использовать самые преступные средства, шантаж, пытки, бессовестно злоупотребляет своими полномочиями врача и магнетизера.
```

- 6-й эпизод: «Воскрешение Рокамболя» (фр. La Résurrection de Rocambole; 1865—1866) включает:
  - Пролог: «Тулонская тюрьма» (фр. Le Bagne de Toulon),
  - 1-я часть: «Сиротки» (фр. Les Orphelines),
  - 2-я часть: «Мадлен» (фр. Madeleine),
  - 3-я часть: «Искупление» (фр. Rédemption),
  - Эпилог «Месть Василики» (фр. La Vengeance de Wasilika)

```
Краткий сюжет: Рокамболь десять лет отбывает наказание в тулонской каторжной тюрьме под № 117. Стыдясь своего криминального прошлого, он решается сбежать, чтобы искупить свою вину. После побега он окружает себя раскаявшимися преступниками, среди которых колосс Милон и польская баронесса Ванда, и ставит перед собой цель защитить двух молодых сестер-сирот, Антуанетту и Мадлен, наследство которых пытаются украсть виконт Карл де Морлюкс и графиня Василика Вассеренофф.
```

- 7-й эпизод: «Последнее слово Рокамболя» (фр. Le Dernier Mot de Rocambole; 1867) включает:
  - 1-я часть: «Опустошители» (фр. Les Ravageurs),
  - 2-я часть: «Миллионы цыганки» (фр. Les Millions de la bohémienne),
  - 3-я часть: «Прекрасная садовница» (фр. La Belle Jardinière") с прологом «Клуб проколовшихся» (фр. Le Club des crevés),
  - 4-я часть: «Возвращение Рокамболя» (фр. Le Retour de Rocambole), включая «Костёр вдовы» (фр. Le Bûcher de la veuve),
  - 5-я часть: «Правда о Рокамболе» (фр. La Vérité sur Rocambole).

```
Краткий сюжет: Спасенный после ранения шпагой Рокамболь, поправляется и вступает в банду «Опустошителей», которые избирают его свои вожаком. Прежний вожак устраивает ему козни, обвиняя в связи с полицией, но у Рокамболя появляются новые преданные сторонники. Вскоре он узнает, что 
тхаги
, индийские душители, похищают юных девственниц и увозят их в Индию, чтобы они служили богине Кали. Рокамболь вместе с Милоном, Вандой и бывшими членами банды «Опустошителей» едет в Англию, чтобы сразиться с тхаги и защитить цыганку, настоящее имя которой Анна Блесингфорт, чье наследство украла Миледи, её тетка, любовница Али-Ремже, главаря тхаги… Сдав бандитов английским властям Рокамболь в одиночку отправляется в Индию. Там он объединяется с раджой Османи против преступника, сэра Эдварда Линтона, похитившего его сына. Рокамболь вместе с Надиром, членом «Сынов Cивы», заклятых врагов тхаги, спасает ребёнка, но англичанин сбегает в Европу. Члены «Клуба проколовшихся» обнаруживают в доме женщины по прозвищу Прекрасная садовница, она же цыганка Румия, которая выращивает смертоносные растения, восковую копию своего пропавшего друга Мореверса. Она похитила его и Ванду, чтобы отомстить Рокамболю. Вернувшись из Индии, Рокамболь разрушает планы Румии и заставляет освободить своих друзей. Затем он отправляется в Лондон, где с помощью Румии и своих друзей настигает Линтона, но тот успевает донести на него в лондонскую полицию, которая давно его разыскивает…
```

```
В «Правде о Рокамболе» автор объясняет, что Рокамболь действительно существует, и пытается оправдать многие нестыковки в приключениях своего героя. Он пишет, что с ним связался Тимолеон, предоставивший все записи, касающиеся событий, изложенных в «Таинственном наследстве». Далее он встретился с Рокамболем в тюрьме Бреста. Тот согласился отправлять ему записки каждую неделю, чтобы автор рассказал о его истинных приключениях до ареста: так появляются «Клуб червонных валетов», а затем и другие похождения Рокамболя. По требованию редактора газеты Понсон дю Террайль написал «Рыцари лунного света», где герой якобы был изуродован, но теперь признается, что графиня Артофф не довела своей мести до этого варварского акта. После встречи с Рокамболем писатель возобновил истинное изложение истории, в которой Рокамболь вновь красив и молод, как и в конце первых «Похождений». Таким образом, эпизод из «Рыцарей лунного света» можно считать вымыслом автора и не учитывать в биографии его героя. После побега из тюрьмы Рокамболь возобновил отправку записок писателю, который продолжил его приключения в «Воскрешении Рокамболя» и следующих историях.
```

- 8-й эпизод: «Несчастья Лондона» (фр. Les Misères de Londres; 1868) включает:
  - Пролог: «Воспитательница детей» (фр. La Nourrisseuse d’enfants),
  - 1-я часть: «Потерянный ребёнок» (фр. L’Enfant perdu),
  - 2-я часть: «Безводная мельница» (фр. Le Moulin sans eau),
  - 3-я часть: «Ньюгейт. Кладбище замученных» (фр. 'Newgate, Le Cimetière des suppliciés),
  - 4-я часть: «Драма в Саутуарке» (фр. Un drame dans le Southwark),
  - 5-я часть: «Ад миссис Бертон» (фр. L’Enfer de mistress Burtin).
- 9-й эпизод: «Разрушения Парижа» (фр. Les Démolitions de Paris; 1869) включает:
  - «Амуры Лимузена» (фр. Les Amours du Limousin),
  - «Пленение мэтра» (фр. La Captivité du Maître),
- 10-й эпизод «Веревка висельника» (фр. La Corde du pendu; 1870) в двух частях:
  -     - 1-я часть «Безумный из Бедлама» (фр. Le Fou de Bedlam) и "Дневник безумного из Бедлама (фр. Journal d’un Fou de Bedlam),
    - 2-я часть «Человек в сером» (фр. L’Homme en gris).

```
Конец оригинальной саги
: История «Человек в сером» (2-я часть эпизода «Веревка висельника») и сага о Рокамболе обрываются 18 июля 1870 года, в самом разгаре событий, в тот момент, когда все указывало на продолжение. Франко-прусская война была в самом разгаре и Франция оказалась в критической ситуации. Понсон дю Террайль, преследуемый оккупантами, которые сожгли его фамильный замок, бежал в Орлеан, где вместе с несколькими друзьями и созданным им отрядом вольных стрелков сражался против прусской военщины. Вскоре ему снова пришлось спасаться от наступающей и превосходящей по численности прусской армии, так Понсон дю Террайль оказался в Бордо, где вскоре умер от естественных причин 10 января 1871 года. Он собирался возродить Рокамболя после войны, но война и смерть помешали этому. Его вдова доверила директору «Publications Périodiques» оставленные им черновики незаконченного эпизода 
«Возвращение Рокамболя»
. Директор поручил редактирование записок 
Констану Геру
[фр.]
, «
романисту, чьи успехи уже не поддаются подсчету, обладавшему плодовитым и оригинальным талантом, и близкому другу Понсона дю Террайля
», как писали в 
La Petite Presse
[фр.]
. Констан Геру использовал характер Рокамболя и сформировал его по-своему, оживив в облике месье Порталя, сделав симпатичным персонажем, более близким к детективу, чем к супермену, с настоящим человеческим лицом. Вторая книга, названная 
«Новые похождения Рокамболя»
, написанная также по черновикам Понсона дю Террайля, — прекрасная дань уважения Понсону дю Террайлю.
```

- «Возвращение Рокамболя» (фр. Le retour de Rocambole; в черновиках 1870 года; редакция 1875, публикация 1876—1877) включает:
  - Пролог: «Кабачок Провидения» (фр. Le Cabaret de la Providence),
  - 1-я часть: «Анонимное общество» (фр. Une Société anonyme),
  - 2-я часть: «Валькрессоны» (фр. Les Valcresson),
  - 3-я часть: «Реванш Рокамболя» (фр. Les Revanches de Rocambole).
- «Новые похождения Рокамболя» (фр. Les nouveaux exploits de Rocambole; в черновиках 1870 года; публикация 1880) включает:
  - Пролог: «Убийца» (фр. Le Meurtrier),
  - 1-я часть: «Брачные трагедии» (фр. Les tragédies du mariage),
  - 2-я часть: «Жертвы» (фр. Les victimes),
  - 3-я часть: «Репрессалии» (фр. Les représailles).

### Молодость короля Генриха IV
Произведения этого цикла в разное время имели разное содержание и разные названия. 
- «Молодость короля Генриха IV» (La Jeunesse du roi Henri; 1864), в 4-х томах.
  - 1-я часть: «Прекрасная обладательница серебра» (La belle argentiere),
  - 2-я часть: «Любезности красотки Нанси» (Les galanteries de Nancy-la-belle),
  - 3-я часть: «Амуры короля треф» (Les amours du roi-trèfle),
  - 4-я часть: «Королева баррикад» (La reine des barricades).

```
Краткий сюжет 1-й части:
 В 1572 году юный Анри Наваррский, гугенот, проводил большую часть времени в родном Беарне, бродя по полям и ухаживая за прекрасной Корисандрой Грамон. Его мать, Жанна Альбре, королева Наварры, хотела женить его на Маргарите Валуа, сестре короля Франции Карла IX. Мать короля, Екатерина Медичи желает любой ценой отвадить герцога Гиза, имевшего власть над католической партией, от французского двора и своей дочери. Жанна Альбре отправила своего сына Анри инкогнито к французскому двору, чтобы он смог узнать Маргариту Валуа до официальной помолвки. Анри Наваррский в сопровождении своего лучшего друга Амори Ноэ отправился покорять Париж. Это приключение чревато опасностями и на его пути встанут: Екатерина Медичи, околдованная предсказаниями Рене Флорентина, суеверная, одержимая своей властью; слабонервный король Карл IX. Дуэли, убийства и интриги пронизывают богатую событиями юность будущего короля Анри.
```

```
Краткий сюжет 2-й части:
 Юность короля Анри богата событиями. Ненависть Екатерины Медичи к Анри Наваррскому не знает границ: он насмехался над ней, и она поклялась не мстить ему. Но он любит её дочь, Маргариту Валуа, и слишком близок к трону Франции, если не три последних Валуа. Мать короля тщетно пыталась повлиять на своего сына, Карла IX, но его авторитет поколебался. В Лувре и в Париже не прекращаются интриги и хитроумные махинации Рене Флорентина. В Лотарингии, а вскоре и по всей Франции семья Гизов, герцог и его сестра, герцогиня Монпансье, расширяют свою власть над католической партией и готовят зловещий план по избавлению от гугенотов. Жанна Альбре, королева Наваррская, прибывает в Париж на свадьбу своего сына Анри с Маргаритой. Но Екатерина Медичи, завидуя красоте и власти Жанны, хочет её убить. Сможет ли Анри Наваррский преодолеть все опасности? Сбудутся ли предсказания красавицы Нанси, камеристки и ближайшей подруги Маргариты?
```

```
Краткий сюжет 3-й части:
 Екатерина Медичи и Гизы примирились, и у них появился один общий враг: Анри Бурбон, ставший королем Наварры после убийства Жанны Альбре. Король Карл IX управляет Францией в зависимости от своего переменчивого настроения. Семья Гизов, стремящаяся к власти и трону Франции, убеждает Екатерину Медичи уничтожить всех гугенотов. Резня запланирована на День святого Варфоломея. Королева-мать хочет разлучить свою дочь Маргариту с Анри Бурбоном. Ради этого она не гнушается страшными махинациями. Несмотря на мольбы приближенных, опасавшихся за его жизнь, король Наварры отказался вернуться в родной Беарн, зная, что его будущее — в Париже. Чтобы защитить себя от католической партии, он решает похитить королеву-мать. В свою очередь, Гизы наносят последние штрихи в свой макиавеллиевский план. К несчастью, герцогиня Монпансье, сестра герцога де Гиза, влюбилась в гасконца Лахира, который защищает короля Наварры. Юность короля Анри превращается в череду любовных похождений, скачек, дуэлей и заговоров. Неужели это судьба будущего короля Анри?…
```

```
Краткий сюжет 4-й части:
 Анри III правит Францией в окружении своих развратных приспешников, но у него нет наследника. Он сослал свою мать Екатерину Медичи в Амбуаз. Его брат, Франсуа Анжу, болен и управляет Анжером. Семья Гизов, поддерживаемая папским легатом и Лигой, вынашивает заговор захвата трона Франции, на который они давно. Но король Анри Наваррский, хоть и гугенот, все ещё верит в свою счастливую звезду. Он вернулся в Блуа, чтобы поддержать Анри III. От Амбуаза до Анжера, от Сен-Клу до Парижа дуэли, обманы, предательства и сражения непрерывно следуют одно за другим. Между тремя партиями идет беспощадная борьба. Происходит один театральный переворот за другим. Екатерина Медичи обращается к Анри Наваррскому. И эта война за власть и славу Франции закончится под стенами Парижа, защищаемыми королевой баррикад, герцогиней Монпансье. Именно там закончится бурная молодость короля Анри и ему будет предложен трон Франции. Такова бурная молодость будущего короля Генриха IV.
```

- «Вторая молодость короля Генриха IV» (La seconde Jeunesse du roi Henri; 1868). Ссылка в GoogleBook.
  - 1-я часть: «Проделки герцога Савойского» (Les Fourberies du duc de Savoie),
  - 2-я часть: «Предательство Лаффина» (La trahison de Laffin),
  - 3-я часть: «Смерть Бирона» (La mort de Biron),
  - Эпилог (Épilogue).

### Другие циклы, серии, сборники
- «Поэты древности», затем «Знаменитости древности», анекдоты от старинной артистической богемы (фр. Les Poètes du vieux temps, Les Célébrités du vieux temps, anecdotes de l’ancienne bohème artistiques; 1851), сборник.
  - 1. «Две строки предисловия. Вишневые бриджи Клемана Маро» (фр. Deux lignes de préface. Le haut-de-chausses cerise de Clément Marot. 
  - 2. «Жан Гужон» (фр. Jean Goujon).
  - 3. «Дистих короля Франциска I» (фр. Le distique du roi François Ier).
  - 4. «Гутенберг» (фр. Gutenberg).
  - 5. «Дени Ламбен» (фр. Denis Lambin).
  - 6. «Резчик Андреа Пизони» (фр. Le ciseleur Andrea Pisoni).
  - 7. «Маргарита де Валуа и аббат Брантомский» (фр. Marguerite de Valois et l’abbé de Brantôme).
  - 8. «Смерть Рамуса» (фр. La mort de Ramus).
  - 9. «Нисус и Ронсар» (фр. Nisus et Ronsard).

- «За кулисами мира» (фр. Les Coulisses du monde; 1851-1852): 
  - 1. «Наследие столетнего жителя» (фр. L’Héritage d’une centenaire),
  - 2. «Гастон де Керби» (фр. Gaston de Kerbie),
  - 3. «Индийский принц» (фр. Un prince indien).

- «Тайны Парижа» или «Таинственный Париж» (фр. Le Paris mystérieux; 1855-1856; 1858-1859; 1867), роман в пяти частях: 
  - 1. «Оперные драчуны» (фр. Les Spadassins de l’Opéra),
  - 2. «Компаньоны любви» (фр. Les Compagnons de l’amour),
  - 3. «Дама в чёрной перчатке» (фр. La Dame au gant noir),
  - 4. «Графиня д'Асти» (фр. La Comtesse d’Asti),
  - 5. «Роман Фульмен» (фр. Le Roman de Fulmen).

- «Ночные всадники» (фр. Les Cavaliers de la nuit; 1855, 1863, 1876), серия романов в трёх томах:
  - 1. «Ступени трона» (фр. Les marches d'un trone),
  - 2. «Паж короля» (фр. Le page du roi).
  - 3. «Баволе» (фр. Bavolet).

- «Венецианский Лев» (фр. Le Lion de Venise; изд. Charlieu & Huillery, 1857), сборник.
  - 1. «Венецианский Лев» (фр. Le Lion de Venise).
  - 2. «Апельсины маркизы» (фр. Les Oranges de la marquise),
  - 3. «В доме моего дедушки» (фр. Chez mon grand père).
  - 4. «Ремешок шевалье» (фр. La Dragonne du chevalier).
  - 5. «Маркиз де Пре-Жильбер» (фр. Le Marquis de Pré-Gilbert).
  - 6. «Воспитанница Анри IV» (фр. La Pupille de Henri IV).
  - 7. «Рождественская фея» (фр. La Fée de Noël).
  - 8. «Безумия канониссы» (фр. Les Folies de la chanoinesse),
  - 9. «Ключ от сада» (фр. La clef du jardin).
  - 10. «Таинственное сокровище» (фр. Le Trésor mystérieux).
  - 11. «В тридцать лет» (фр. A trente ans).
  - 12. «Китайская ваза» (фр. Le Vase de Chine).
  - 13. «Золотая мечта» (фр. Le Rêve d’or).
  - 14. «Катрен виконта» (фр. Le Quatrain du vicomte).

- «Секреты полусвета» (фр. Les mystères du demi-monde; 1865), роман в трех частях: 
  - 1. «Всадники» (фр. Les hommes de cheval),
  - 2. «Секреты Вавилона» (фр. Les secrets de Babylone),
  - 3. «Брачное агентство» (фр. L'agence matrimoniale).

- «Не везёт», или «Па-де-Шанс, история потерянного ребенка» (фр. Pas de Chance, histoire d’un enfant perdu; 1865-1866), роман в двух частях с прологом и эпилогом:
  - Пролог: «Человек с черной собакой (фр. L’homme au chien noir),
  - 1: «Воспоминания двух акробатов (фр. Les souvenirs de deux saltimbanques),
  - 2: «Охота за наследством (фр. La chasse à l’héritage).
  - Эпилог.

- «Эшольеры Парижа» (Les Escholiers de Paris; 1866-1870), серия романов в двух томах:  :
  - 1. «Легенды Латинского района» (фр. Légendes du Pays latin; 1866-1867).
  - 2. «Смерть Рамуса» (фр. La Mort de Ramus; 1869-1870).

- «Моя деревня» (фр. Mon village; 1866-1867), роман в трех частях::
  - 1. «Мадемуазель Миньон» (фр. Mademoiselle Mignonne),
  - 2. «Чудо-матушка» (фр. La Mère Miracle; 1867),
  - 3. «Бригадир Молодость» (фр. Le Brigadier La Jeunesse).

- «Тайна доктора Русселя» (фр. Le Secret du docteur Rousselle; 1867-1868), роман в двух частях:
  - 1. «Хромой Моберт» (фр. Maubert le boîteux),
  - 2. «Косуля» (фр. La chevrette).

- «Богема высшего света» (фр. La bohémienne du grand monde; 1867), роман в трех частях:
  - 1. «Богема высшего света» (фр. La bohémienne du grand monde) с прологом (фр. Le crime de la Rue du Temple),
  - 2. «Драма Планш-Мибре» (фр. Le Drame le Planche-Mibray),
  - 3. «Наследие Коринны» (фр. L'héritage de Corinne) и «Атласная туфля» (фр. La Mule de satin).

- «Воры из высшего общества», или «Великосветские воры» (фр. Les Voleurs du Grand Monde; 1869-1870), серия романов в 7-ми томах:  
  - Том I. «Картахут или барка-призрак» (фр. Cartahut ou la barque-fantôme).
  - Том II. «Тайна прохождения Солнца» (фр. Le mystère du passage du Soleil).
  - Том III. «Повелитель Горы» (фр. Le seigneur de la Montagne).
  - Том IV. «Преданность Жанны» (фр. Le dévouement de Jeanne).
  - Том V. «Муслин» (фр. Mousseline).
  - Том VI. «Козни мадам Олимпы» (фр. Les pieges de M.me Olympe).
  - Том VII. «Пьющий раки, или Картахут» (фр. Le buveur de Raki).

- «Еврейка из Шато-Тромпет» (фр. La Juive du Château-Trompette; 1871, переизд. 1888), роман в 6 частях:
  - 1. «Гостиница "Три Кролика"» (фр. L'Auberge des Trois-Lapins),
  - 2. «Молодость жирондистов» (фр. La jeunesse des Girondins),
  - 3. «Дуэлянты Аллей Любви» (фр. Les duellistes des Allées d'amour),
  - 4. «Великий Кадишон» (фр. La grande Cadichonne),
  - 5. «Руины с привидениями» (фр. Les ruines hantées),
  - 6. «Западня» (фр. Le piège).

- Охотничий цикл:
  - «Охотничья компания с корсиканскими бандитами» (фр. Une campagne de chasse avec les bandits corses; 1851).
  - «Замок дьявола. Охотничья история» (фр. Le Castel du Diable. Histoire cynégétique; 1852).
  - «Гнездо Сокола» (фр. Le Nid de Faucons; 1853) — про охоту на людей.
  - «История охотничьего ножа» (фр. Histoire d’un couteau de chasse; 1854).
  - «Охота на серну» (фр. La Chasse au chamois; 1855).
  - «История об уставшем волке и епископе из Невера» (фр. Histoire d’un loup vidé et d’un évêque de Nevers; 1856).

### Другие сочинения
- «Любовь длиной в 7 лет» (фр. Un Amour à seize ans; 1846), написано в 16 лет под псевдонимом Жорж Брук.
- «Шевалье Монмора» (фр. Le Chevalier de Montmaur; 1849).
- «Леони» (фр. Léonie, 1849).
- «Настоящая Икария» (фр. La Vraie Icarie, 1849).
- «Арабская сказка» (фр. Un Conte arabe; 1850).
- «Праздники и верования наших отцов» (Les Fêtes et croyances de nos pères; 1850).
- «Героиня одной ночи» (фр. L’Héroïne d’une nuit; 1850).
- «История Жанны д'Арк» (фр. Histoire de Jehanne d’Arc; 1850).
- «Мари, эпизод Террора» (фр. Marie, épisode de la Terreur; 1850).
- «Селим. Семейная легенда» (фр. Sélim. Légende conjugale; 1850).
- «Из Парижа в Афины, через Венецию и Албанию. Паломничество богемы» (фр. De Paris à Athènes, par Venise et l’Albanie Pèlerinage de bohèmes; 1850-1851).
- «Бессмертная женщина» (La femme immortelle; 1851),
- «Усопшая баронесса» (La Baronne trépassée; 1852),
- «Король треф» (Le Roi de Trèfle; 1851).
- «Паж Наполеона» (Le Page de Napoléon; 1851).
- «Бал жертв» (1865),
- «Кузнец из Кур-Дьё» (Le Forgeron de la Cour-Dieu; 1869),
- «Капитан чёрных грешников» (1869).

## Произведения в кино
Начиная с 1913 года, романы Понсон дю Террайля неоднократно экранизировались.
- «Рокамболь и наследство маркиза де Морфонтена» (Rocambole et l’héritage du Marquis de Morfontaine, короткометражка, 1914). Франция. Режиссёр: Жорж Денола.
- «Рокамболь, или Похождения знаменитого авантюриста в России» (фильм, 1917)[5]. Россия. Режиссёр: Владислав Ленчевский.
- «Рокамболь» (Rocambole; фильм 1919). Италия. Режиссёр: Джузеппе Заккариа.
- «Первое оружие Рокамболя» (Les premières armes de Rocambole; фильм, апрель 1924). Франция. Режиссёр: Шарль Модрю.
- «Амурные похождения Рокамболя» (Les amours de Rocambole; фильм, ноябрь 1924). Франция. Режиссёр: Шарль Модрю.
- «Рокамболь» (Rocambole, фильм, 1932-33). Франция. Режиссёр: Габриэль Роска.
- «Рокамболь» (Rocambole, фильм, 1946). Мексика. Режиссёр: Рамон Пеон.
- «Рокамболь» (Rocambole, фильм, февраль 1947-48). Франция, Италия. Режиссёр: Жак де Баронселли. В роли Рокамболя — Пьер Брассёр, в роли Баккара — Софи Демаре.
- «Реванш Баккара» (La revanche de Baccarat, декабрь фильм, 1947). Франция, Италия. Режиссёр: Жак де Баронселли. . В роли Рокамболя — Пьер Брассёр, в роли Баккара — Софи Демаре.
- «Рокамболь» (Rocambole, фильм, февраль 1963). Италия, Франция. Режиссёр: Бернар Бордери.
- «Рокамболь» (Rocambole, сериал 1964—1966; 3 сезона по 26 эпизодов). Франция. Режиссёр: Жан-Пьер Декур, в роли Рокамболя — Пьер Вернье.
- «Рокамболь против женщин-гарпий» (Rocambole contra las mujeres arpías, фильм, апрель 1967). Мексика. Режиссёр: Эмилио Гомес Муриэль.
- «Рокамболь против секты скорпионов» (Rocambole contra la secta del escorpión, фильм, август 1967). Мексика. Режиссёр: Эмилио Гомес Муриэль.
- «Проклятие Дюран»[6]. (сериал 1993, 5 серий по мотивам романа о Рокамболе). Россия. Режиссёр: Виктор Титов.

## Собрания сочинений на русском
- П. А. Понсон дю Террайль. «Похождения Рокамболя. Парижские драмы». Роман, пер. с фр. В 15 т. Т. 1-15. Санкт-Петербург: Типография и литография В. А. Тиханова, 1901.
- П. А. Понсон дю Террайль. «Молодость короля Генриха. Вторая молодость короля Генриха». Романы. Перевод с французского. Типография и литография В. А. Тиханова, Санкт-Петербург, 1903.
- П. А. Понсон дю Террайль. «Тайны Парижа». Роман. Перевод с французского. Типография и литография В. А. Тиханова, Санкт-Петербург, 1904.
- П. А. Понсон дю Террайль. Собрание сочинений в 12 томах + 1 дополнительный. Харьков: Общество с ограниченной ответственостью  «Интербук - Украина», Издательско-полиграфическое общество с ограниченной ответственностью Лианда», 1991-1994. Серия «Историко-приключенческий роман».
- П. А. Понсон дю Террайль. «Полные похождения Рокамболя». Сериал из семи серий в 15 томах. г. Санкт-Петербург. Политехника. 1992 г.
- П. А. Понсон дю Террайль. «Похождения Рокамболя»: в 10 томах: перевод с французского. - Москва: Книжный Клуб Книговек, 2010.